# Награды Ставропольского края
Награды Ставропольского края — награды субъекта Российской Федерации учреждённые Думой Ставропольского края, согласно закону Ставропольского края от 30 июля 2014 года № 78-кз «О наградах в Ставропольском крае».
Награды Ставропольского края являются высшей формой поощрения граждан, организаций, коллективов организаций за заслуги и особые достижения в различных областях деятельности, направленной на социально-экономическое развитие Ставропольского края, обеспечение благополучия населения Ставропольского края, и иные заслуги перед Ставропольским краем.
Наградами Ставропольского края являются:
- звание «Почётный гражданин Ставропольского края»;
- медаль «Герой труда Ставрополья»;
- медаль «За заслуги в развитии законодательства в Ставропольском крае»;
- медаль «За заслуги перед Ставропольским краем»;
- медаль «За поддержку СВО»;
- медаль «За доблестный труд»;
- медаль «Материнская слава»;
- медаль «За заслуги в развитии законодательства в Ставропольском крае»;
- премия Ставропольского края;
- почётная грамота Губернатора Ставропольского края;
- почётная грамота Думы Ставропольского края;
- почётная грамота Правительства Ставропольского края;
- диплом Правительства Ставропольского края.

Наград в Ставропольском крае могут быть удостоены граждане Российской Федерации, иностранные граждане, лица без гражданства, организации, коллективы организаций, отвечающие требованиям, предъявляемым к ним в соответствии с положениями о наградах.
В 1997—2005 годах были награждены 15807 человек, 1432 коллектива предприятий, 2 муниципальных образования.

## Перечень наград

### Высшие награды
| Изображение награды                 | Наименование награды                             | Дата учреждения   | Правила награждения | Источник |
| ----------------------------------- | ------------------------------------------------ | ----------------- | --- | --- |
| Нагрудный знак Почётного гражданина | Звание «Почётный гражданин Ставропольского края» | 30 мая 2000 года  | Звание «Почётный гражданин Ставропольского края» присваивается гражданам Российской Федерации, иностранным гражданам, лицам без гражданства, профессиональная, общественная или благотворительная деятельность которых получила широкую известность и признание населения Ставропольского края, внесла значительный вклад в государственное строительство, экономическое и социальное развитие Ставропольского края и была направлена на повышение авторитета Ставропольского края в Российской Федерации и за рубежом. Звание присваивается лицам, проработавшим в организациях, расположенных на территории Ставропольского края, не менее 25 лет либо не менее 20 лет при наличии трудового стажа продолжительностью 50 лет и более, при наличии государственных наград Российской Федерации или наград федеральных органов государственной власти и медали «За заслуги перед Ставропольским краем». Сведения о лице, удостоенном звания, и его фотография заносятся в Книгу Почётных граждан Ставропольского края с указанием заслуг, за которые он удостоен звания. | Постановление губернатора Ставропольского края от 30 мая 2000 года № 315 "О звании «Почётный гражданин Ставропольского края» |
|                                     | Медаль «Герой труда Ставрополья»                 | 16 июня 2005 года | Медалью «Герой труда Ставрополья» награждаются граждане, за: - особые трудовые заслуги перед Ставропольским краем; - выдающуюся профессиональную, новаторскую и социально значимую деятельность; - значительные результаты в государственной, хозяйственной, общественной или иной деятельности; - существенный вклад в социально-экономическое развитие Ставропольского края. Медалью награждаются лица, проработавшие не менее 20 лет в организациях (в том числе в филиалах, представительствах), расположенных на территории Ставропольского края, или в организациях, расположенных в иных субъектах Российской Федерации, но имеющих дочерние общества, которые осуществляют свою деятельность и зарегистрированы на территории Ставропольского края, при наличии государственных наград Российской Федерации или одной из следующих наград Ставропольского края: медаль «За заслуги перед Ставропольским краем», медаль «За доблестный труд». | Постановление губернатора Ставропольского края от 16 июня 2005 года № 330 «О медали „Герой труда Ставрополья“» ---           |

### Медали
| Изображение награды                                                                                               | Наименование награды                                                  | Дата учреждения       | Правила награждения | Источник |
| --- | --------------------------------------------------------------------- | --------------------- | --- | --- |
| | Медаль «За заслуги перед Ставропольским краем»                        | 30 мая 2000 года      | Медалью «За заслуги перед Ставропольским краем» награждаются жители Ставропольского края и другие граждане Российской Федерации, иностранные граждане, лица без гражданства: - за общепризнанные, широко известные в крае достижения и заслуги в области экономики, здравоохранения, образования, науки, культуры, спорта и других областях трудовой деятельности; - за мужество и отвагу, проявленные при спасении человеческих жизней, техники, объектов социально — экономической сферы, охране общественного порядка, в борьбе с преступностью, во время стихийных бедствий, пожаров, катастроф и других чрезвычайных ситуациях, а также за смелые и решительные действия, проявленные при исполнении гражданского или служебного долга в условиях, сопряжённых с риском для жизни. | Постановление губернатора Ставропольского края от 30 мая 2000 года N 314 «О медали „За заслуги перед Ставропольским краем“» ---                           |
| | Медаль «За поддержку СВО»                                             | 23 октября 2023 года  | Медалью «За поддержку СВО» награждаются граждане Российской Федерации, иностранные граждане, лица без гражданства за: - подвиг, совершённый в ходе боевых действий, мужество, отвагу и самоотверженность, преданность своей Родине, верность воинскому долгу, проявленные в ходе участия в специальной военной операции; - добровольческую (волонтёрскую) деятельность, связанную с проведением специальной военной операции; - благотворительную деятельность, гуманитарную и иную помощь в проведении специальной военной операции; - выполнение работ (оказание услуг) по обеспечению жизнедеятельности населения и (или) восстановлению объектов инфраструктуры Донецкой и Луганской Народных Республик, а также в Запорожской и Херсонской областях. Медалью награждаются не более 30 человек в течение календарного года. Медаль носится на левой стороне груди, и при наличии других наград, располагается ниже государственных и ведомственных наград, а также ниже медали «За заслуги перед Ставропольским краем». | Постановление Губернатора Ставропольского края от 23 октября 2023 года № 546 «О медали „За поддержку СВО“» ---                                            |
| | Медаль «За доблестный труд» I степени                                 | 20 апреля 2004 года   | Медалью «За доблестный труд» награждаются лица за высокие трудовые достижения в отраслях экономики, науки, культуры, просвещения, здравоохранения, в осуществлении мер по обеспечению законности, прав и свобод граждан, а также в других областях трудовой деятельности имеющие трудовой стаж не менее 10 лет, проработавшие не менее 3 лет в организации, инициировавшей награждение, при наличии Почётной грамоты Губернатора Ставропольского края или Почётной грамоты Думы Ставропольского края, или Почётной грамоты Правительства Ставропольского края, или наград федеральных органов государственной власти. Медаль имеет три степени: I, II и III. Высшей является I степень. Награждение медалью производится последовательно: лица, представленные к награждению медалью I степени, должны быть награждены медалями II и III степеней. Лицу, награждённому медалью I степени, одновременно вручается лацканный вариант медали. | Постановление губернатора Ставропольского края от 20 апреля 2004 года № 193 «О медали „За доблестный труд“» ---                                           |
| | Медаль «За доблестный труд» II степени                                | 20 апреля 2004 года   | См. «Правила награждения медалью „За доблестный труд“ I степени». | Постановление губернатора Ставропольского края от 20 апреля 2004 года № 193 «О медали „За доблестный труд“» ---                                           |
| | Медаль «За доблестный труд» III степени                               | 20 апреля 2004 года   | См. «Правила награждения медалью „За доблестный труд“ I степени». --- | Постановление губернатора Ставропольского края от 20 апреля 2004 года № 193 «О медали „За доблестный труд“» ---                                           |
| Медаль «Материнская слава» I степени Медаль «Материнская слава» II степени Медаль «Материнская слава» III степени | Медаль «Материнская слава» I, II и III степени                        | 30 сентября 2008 года | Медаль «Материнская слава» является высшей формой поощрения многодетных матерей за заслуги в достойном воспитании детей, укреплении семейных ценностей и повышении социальной значимости материнства. Медалью награждаются многодетные матери, постоянно проживающие на территории Ставропольского края не менее 10 последних лет, родившие и (или) достойно воспитавшие пятерых и более детей, при достижении младшим ребёнком 8-летнего возраста. Под достойным воспитанием понимается воспитание детей, обеспечивающее их образование, духовно-нравственное и физическое развитие, а также участие их после достижения совершеннолетия в трудовой или иной общественно полезной деятельности. К награждению медалью не представляются многодетные матери: - имеющие хотя бы одного из детей, осуждённого к наказанию по приговору суда, вступившему в законную силу, или имеющего неснятую или непогашенную судимость; - состоящие на учёте в комиссии по делам несовершеннолетних и защите их прав, либо имеющие детей, состоящих на учёте в комиссии по делам несовершеннолетних и защите их прав; - имеющие хотя бы одного из детей, которые не обучаются в общеобразовательной организации, а по достижении совершеннолетия не обучаются в образовательной организации высшего (среднего) профессионального образования или не работают и не занимаются иной общественно полезной деятельностью более 12 месяцев по неуважительной причине и не состоят на учёте в органах государственной службы занятости населения в качестве безработного. При награждении многодетной матери медалью учитываются также дети: - усыновлённые (удочерённые) в установленном законодательством Российской Федерации порядке; - умершие, погибшие или пропавшие без вести после достижения ими возраста восьми лет. Медаль имеет три степени: I, II и III. Высшей является I степень. Медалью I степени награждаются многодетные матери, родившие и (или) воспитавшие до 8-летнего возраста десятерых и более детей. Медалью II степени награждаются многодетные матери, родившие и (или) воспитавшие до 8-летнего возраста семерых, восьмерых или девятерых детей. Медалью III степени награждаются многодетные матери, родившие и (или) воспитавшие до 8-летнего возраста пятерых или шестерых детей. Многодетной матери, награждённой медалью, вручается премия к медали в установленном размере. | Постановление губернатора Ставропольского края от 30 сентября 2008 года № 779 «О медали „Материнская слава“»                                              |
| | Медаль «За заслуги в развитии законодательства в Ставропольском крае» | 31 марта 2016 года    | Медалью «За заслуги в развитии законодательства в Ставропольском крае» награждаются граждане Российской Федерации, иностранные граждане, лица без гражданства за заслуги в становлении и развитии законодательства Ставропольского края, государственного строительства, местного самоуправления, обеспечении прав и свобод граждан в Ставропольском крае. Награждение медалью может быть приурочено к государственным и профессиональным праздникам, юбилейным датам, а также праздничным дням, установленным законодательством Ставропольского края. Юбилейными датами для граждан следует считать пятидесятилетие со дня рождения и другие последующие пятилетия. При этом наличие оснований для награждения, указанных выше, является обязательным. Лицам, награждённым медалью, вручается медаль и удостоверение к ней. | Постановление Думы Ставропольского края от 31 марта 2016 года № 2537-У ДСК "О медали «„За заслуги в развитии законодательства в Ставропольском крае“» --- |

### Премии, грамоты и дипломы
| Изображение награды     | Наименование награды                                | Дата учреждения      | Правила награждения | Источник |
| ----------------------- | --------------------------------------------------- | -------------------- | --- | --- |
|                         | Премия Ставропольского края                         | 24 мая 2000 года     | Премией Ставропольского края отмечаются трудовые заслуги, достижения в различных областях деятельности, направленной на социально-экономическое развитие Ставропольского края, обеспечение благополучия населения Ставропольского края, граждан Российской Федерации, иностранных граждан, лиц без гражданства, проработавших в Ставропольском крае не менее 15 лет в одной из областей деятельности, и не менее 5 лет в организации, расположенной на территории Ставропольского края, инициировавшей награждение, при наличии государственных наград Российской Федерации или наград федеральных органов государственной власти, или наград Ставропольского края. | Постановление губернатора Ставропольского края от 24 мая 2000 года № 285 «Об утверждении положения о премии Ставропольского края» |
| Знак к почётной грамоте | Почётная грамота Губернатора Ставропольского края   | 17 июля 2000 года    | Почётной грамотой Губернатора Ставропольского края за заслуги в развитии экономики, социальной сферы, государственного и муниципального управления, укреплении законности и правопорядка, в иных областях деятельности, направленной на социально-экономическое развитие Ставропольского края, обеспечение благополучия населения Ставропольского края награждаются: - лица имеющие трудовой стаж не менее 5 лет и трудовой стаж в организации, инициировавшей награждение Почётной грамотой, не менее 3 лет; - лица без основного (постоянного) места работы в связи с выходом на страховую пенсию, имеющие трудовой стаж не менее 15 лет и являющиеся членами общественного объединения, инициировавшего награждение Почётной грамотой, не менее 3 лет; - организации или их коллективы. По решению Губернатора награждение Почётной грамотой может производиться ранее перечисленных сроков, при наличии особых достижений в одной из областей деятельности. | Постановление губернатора Ставропольского края от 17 июля 2000 года № 459 «О почётной грамоте Губернатора Ставропольского края»   |
| Знак к почётной грамоте | Почётная грамота Думы Ставропольского края          | 30 июля 2014 года    | Почётной грамотой Думы Ставропольского края награждаются граждане, организации, коллективы организаций за заслуги в развитии законодательства Ставропольского края, достижения в различных областях деятельности, направленной на социально-экономическое развитие Ставропольского края, обеспечение благополучия населения Ставропольского края. Положение о Почётной грамоте Думы Ставропольского края и образец бланка Почётной грамоты Думы Ставропольского края утверждаются Думой Ставропольского края. | Закон Ставропольского края от 30 июля 2014 года № 78-кз «О наградах в Ставропольском крае»                                        |
|                         | Почётная грамота Правительства Ставропольского края | 17 февраля 1997 года | Почётная грамота Правительства Ставропольского края является поощрением за заслуги в содействии проведению социальной и экономической политики края, эффективной деятельности органов исполнительной власти, развитию местного самоуправления, осуществлению мер по обеспечению законности, прав и свобод граждан. Награждение Почётной грамотой производится по решению Губернатора Ставропольского края. Почётной грамотой награждаются граждане Ставропольского края, своим трудом заслужившие широкую известность благодаря личному вкладу в осуществление политики края в одной из сфер. Награждённый Почётной грамотой разово премируется в размере пятикратной минимальной заработной платы за счёт средств органов государственной власти и учреждений, возбудивших ходатайство о награждении. | Постановление от 17 февраля 1997 года № 80 «О Почётной грамоте Правительства Ставропольского края»                                |
|                         | Диплом Правительства Ставропольского края           | 27 июля 2000 года    | Дипломом Правительства Ставропольского края награждаются организации — победители конкурса по выпуску высококачественной и конкурентоспособной продукции среди организаций Ставропольского края, проводимого в соответствии с постановлением Правительства Ставропольского края от 22 января 2004 года № 1-п «О конкурсе по выпуску высококачественной и конкурентоспособной продукции среди организаций Ставропольского края», за особый вклад в социально-экономическое развитие Ставропольского края и иные заслуги перед Ставропольским краем. В течение календарного года вручается не более 30 Дипломов. | Постановление губернатора Ставропольского края от 27 июля 2000 года № 133-п «О дипломе Правительства Ставропольского края»        |

## Ведомственные награды Ставропольского края
Согласно закону Ставропольского края от 30 июля 2014 года № 78-кз «О наградах в Ставропольском крае», органы исполнительной власти (ведомства) Ставропольского края вправе учреждать ведомственные награды.
Условия и порядок награждения ведомственной наградой определяются положением о награде, утверждаемым правовым актом органа исполнительной власти Ставропольского края.
Так в правовое поле ведомств было передано право учреждать почётные звания Ставропольского края за особые заслуги в сферах профессиональной деятельности.

### Знаки к почётным званиям
| Изображение награды | Наименование награды | Дата учреждения              | Правила награждения | Источник |
| ------------------- | --- | ---------------------------- | --- | --- |
|                     | Нагрудный знак «Почётный работник жилищно-коммунального хозяйства Ставропольского края» −−− (Звание «Почётный работник жилищно-коммунального хозяйства Ставропольского края»)          | 20 января 2014 года          | Нагрудный знак «Почётный работник жилищно-коммунального хозяйства Ставропольского края» является ведомственной наградой Министерства строительства, архитектуры и жилищно-коммунального хозяйства Ставропольского края. Нагрудным знаком награждаются работники, проработавшие в отрасли ЖКХ Ставропольского края 15 лет и более, за отдельные выдающиеся достижения в области развития и совершенствования жилищно-коммунального хозяйства в Ставропольском крае, в связи с отраслевыми праздниками и юбилейными датами организаций и работников. Награждённому выплачивается единовременное поощрение. Повторное награждение нагрудным знаком не производится. | Приказ Министра строительства, архитектуры и жилищно-коммунального хозяйства Ставропольского края от 20 января 2014 года № 11-к «О ведомственных наградах министерства»                    |
|                     | Нагрудный знак «Почётный строитель Ставропольского края» −−− (Звание «Почётный строитель Ставропольского края»)                                                                        | 20 января 2014 года          | Нагрудный знак «Почётный строитель Ставропольского края» является ведомственной наградой Министерства строительства, архитектуры и жилищно-коммунального хозяйства Ставропольского края. Нагрудным знаком награждаются работники, проработавшие в строительной отрасли Ставропольского края 15 лет и более, за отдельные выдающиеся достижения в области развития и совершенствования строительного комплекса, архитектуры, градостроительства в Ставропольском крае, в связи с отраслевыми праздниками и юбилейными датами организаций и работников. Награждённому выплачивается единовременное поощрение. Повторное награждение нагрудным знаком не производится. | Приказ Министра строительства, архитектуры и жилищно-коммунального хозяйства Ставропольского края от 20 января 2014 года № 11-к «О ведомственных наградах министерства»                    |
|                     | Нагрудный знак «Почётный спасатель Ставропольского края» −−− (Звание «Почётный спасатель Ставропольского края»)                                                                        | 20 января 2014 года          | Нагрудный знак «Почётный спасатель Ставропольского края» является ведомственной наградой Министерства строительства, архитектуры и жилищно-коммунального хозяйства Ставропольского края. Нагрудным знаком награждаются сотрудники МЧС по Ставропольскому краю, горноспасатели и работники медицинских бригад экстренного реагирования, прослужившие (проработавшие) в отраслях своей деятельности 15 лет и более, за отдельные выдающиеся достижения в области охраны и защиты населения и территорий от чрезвычайных ситуаций в Ставропольском крае, в связи с отраслевыми праздниками и юбилейными датами. Награждённому выплачивается единовременное поощрение. Повторное награждение нагрудным знаком не производится. | Приказ Министра строительства, архитектуры и жилищно-коммунального хозяйства Ставропольского края от 20 января 2014 года № 11-к «О ведомственных наградах министерства»                    |
|                     | Нагрудный знак «Почётный пожарный Ставропольского края» −−− (Звание «Почётный пожарный Ставропольского края»)                                                                          | 20 января 2014 года          | Нагрудный знак «Почётный пожарный Ставропольского края» является ведомственной наградой Министерства строительства, архитектуры и жилищно-коммунального хозяйства Ставропольского края. Нагрудным знаком награждаются сотрудники государственной противопожарной службы МЧС по Ставропольскому краю и добровольных пожарных дружин, прослужившие (проработавшие) в отрасли 15 лет и более, за отдельные выдающиеся достижения в области пожарной охраны и защиты населения и территорий от чрезвычайных ситуаций в Ставропольском крае, в связи с отраслевыми праздниками и юбилейными датами. Награждённому выплачивается единовременное поощрение. Повторное награждение нагрудным знаком не производится. | Приказ Министра строительства, архитектуры и жилищно-коммунального хозяйства Ставропольского края от 20 января 2014 года № 11-к «О ведомственных наградах министерства»                    |
|                     | Нагрудный знак «Почётный работник сферы молодёжной политики Ставропольского края» −−− (Звание «Почётный работник сферы молодёжной политики Ставропольского края»)                      | 2015 год                     | Нагрудный знак «Почётный работник сферы молодёжной политики Ставропольского края» является ведомственной наградой Министерства образования и молодёжной политики Ставропольского края. Нагрудным знаком награждаются работники, проработавшие в сфере образования и молодёжной политики Ставропольского края 15 лет и более, за отдельные выдающиеся достижения в данной области. Награждения приурочиваются к празднованию юбилейных дат и профессиональных праздников. Награждённому выплачивается единовременное поощрение. Повторное награждение нагрудным знаком не производится. | Приказ Министра образования и молодёжной политики Ставропольского края от 2015 года «О ведомственных наградах Министерства»                                                                |
|                     | Нагрудный знак «Почётный работник культуры Ставропольского края» −−− (Почётное звание «Почётный работник культуры Ставропольского края»)                                               | 13 декабря 2013 года         | Почётным званием «Почётный работник культуры Ставропольского края» награждаются работники организаций культуры Ставропольского края независимо от организационно-правовых форм и форм собственности, члены общественных организаций за общепризнанные, широко известные в Ставропольском крае достижения и заслуги в области культуры и имеющие трудовой стаж в данной сфере не менее 15 лет, в том числе в представляющей организации не менее 5 лет. Присвоение Почётного звания производится за новые заслуги не ранее чем через 3 года после награждения одной из наград Ставропольского края, предусмотренной Законом Ставропольского края «О наградах Ставропольского края». | Приказ Министра культуры Ставропольского края от 13 декабря 2013 года № 729 «О почётных званиях в сфере культуры и искусства Ставропольского края» −−−                                     |
|                     | Нагрудный знак «Почётный деятель искусств Ставропольского края» −−− (Почётное звание «Почётный деятель искусств Ставропольского края»)                                                 | 13 декабря 2013 года         | Почётным званием «Почётный деятель искусств Ставропольского края» награждаются артисты, балетмейстеры, драматурги, режиссёры, хормейстеры, композиторы, художники, дизайнеры, искусствоведы, работники творческих мастерских и другие деятели искусств, внесшие значительный вклад в развитие профессионального искусства Ставропольского края, создавшие произведения культуры и искусства, получившие общее признание и широкую известность или имеющие большие заслуги в деле развития, воспитания и подготовки творческих кадров, в создании научных работ в области искусства и имеющие творческий стаж не менее 15 лет (артисты балета, исполняющие первые партии не менее 8 лет), в том числе на территории Ставропольского края не менее 5 лет. Присвоение Почётного звания производится за новые заслуги не ранее чем через 3 года после награждения одной из наград Ставропольского края, предусмотренной Законом Ставропольского края «О наградах Ставропольского края». | Приказ Министра культуры Ставропольского края от 13 декабря 2013 года № 729 «О почётных званиях в сфере культуры и искусства Ставропольского края»                                         |
|                     | Нагрудный знак «Почётный работник агропромышленного комплекса Ставропольского края» −−− (Звание «Почётный работник агропромышленного комплекса Ставропольского края»)                  | 10 июня 2013 года            | Звание «Почётный работник агропромышленного комплекса Ставропольского края» является ведомственной наградой министерства сельского хозяйства Ставропольского края и присваивается лицам, внесшим особый вклад в развитие агропромышленного комплекса Ставропольского края. Звание присваивается работникам организаций агропромышленного комплекса Ставропольского края, независимо от организационно-правовой формы и формы собственности, а также государственным гражданским служащим Ставропольского края, замещающим должности государственной гражданской службы Ставропольского края в министерстве сельского хозяйства Ставропольского края, и другим работникам министерства, достигшим выдающихся результатов в сфере сельского хозяйства, имеющим стаж работы в агропромышленном комплексе Ставропольского края (министерстве) не менее 15 лет, при наличии ведомственной награды Министерства сельского хозяйства Российской Федерации, или награды Ставропольского края, или почётной грамоты министерства сельского хозяйства Ставропольского края, после награждения одной из которых прошло не менее 5 лет.                   | Приказ Министра сельского хозяйства Ставропольского края от 10 июня 2013 года № 284 «О звании „Почётный работник агропромышленного комплекса Ставропольского края“» −−−                    |
|                     | Нагрудный знак «Заслуженный работник здравоохранения Ставропольского края» −−− (Почётное звание «Заслуженный работник здравоохранения Ставропольского края»)                           | 20 сентября 2018 года        | Почётное звание «Заслуженный работник здравоохранения Ставропольского края» является высшей ведомственной наградой министерства здравоохранения Ставропольского края, которое присваивается работникам органов (организаций), осуществляющих деятельность в сфере охраны здоровья граждан, расположенных на территории Ставропольского края, независимо от организационно-правовых форм и форм собственности, за многолетний плодотворный труд, профессиональное мастерство и высокие личные достижения в области охраны здоровья граждан в Ставропольском крае, науки и подготовки медицинских кадров, имеющим стабильные показатели в работе, эффективно внедряющим современные медицинские технологии для повышения уровня эффективности и качества медицинской помощи населению Ставропольского края, имеющим стаж работы в отрасли здравоохранения 20 и более лет, в том числе в данной организации — не менее 5 лет. Присвоение Почётного звания производится при наличии оснований, указанных в Положении о звании, не ранее чем через 3 года после награждения медалью «За заслуги в развитии здравоохранения в Ставропольском крае». | Приказ Министерства здравоохранения Ставропольского края от 20 сентября 2018 года № 01-05/887 «О ведомственных наградах министерства здравоохранения Ставропольского края»                 |
|                     | Нагрудный знак «Заслуженный работник физической культуры и спорта Ставропольского края» −−− (Почётное звание «Заслуженный работник физической культуры и спорта Ставропольского края») | 6 мая 2013 года              | Почётное звание «Заслуженный работник физической культуры и спорта Ставропольского края» присваивается жителям Ставропольского края, другим гражданам Российской Федерации, иностранным гражданам, лицам без гражданства, проработавшим в организациях, расположенных на территории Ставропольского края, независимо от организационно-правовой формы и формы собственности не менее 25 лет, достигшим исключительно высоких показателей и результатов в отрасли физической культуры и спорта, снискавшим уважение, известность и признание своих трудовых заслуг у жителей Ставропольского края, при наличии государственных наград Российской Федерации, или наград Ставропольского края, или ведомственных наград (поощрений) федерального органа государственной власти или органов государственной власти субъектов Российской Федерации. | Приказ Министра физической культуры и спорта Ставропольского края от 6 мая 2013 года № 537/01-01 «О ведомственных наградах Министерства физической культуры и спорта Ставропольского края» |
|                     | Нагрудный знак «Заслуженный работник ветеринарии Ставропольского края» −−− (Почётное звание «Заслуженный работник ветеринарии Ставропольского края»)                                   | 2013 год                     | Почётное звание «Заслуженный работник ветеринарии Ставропольского края» является ведомственной наградой управления ветеринарии Ставропольского края. Почётное звание присваивается жителям Ставропольского края, другим гражданам Российской Федерации, иностранным гражданам, лицам без гражданства, проработавшим в учреждениях ветеринарии расположенных на территории Ставропольского края не менее 25 лет, за особые заслуги в области ветеринарии, многолетний добросовестный труд, достигшим исключительно высоких показателей и результатов в обеспечении ветеринарно-санитарной и продовольственной безопасности Ставропольского края и в целом России. Присвоение почётного звания приурочивается к отраслевым праздникам и юбилейным датам организаций и работников. | Положение о почётном звании утверждено в 2013 году −−− Отчёт о первом присвоении почётного звания −−−                                                                                      |
|                     | Нагрудный знак «Лучший чабан Ставрополья» −−− (Звание «Лучший чабан Ставрополья») | 1950 — 1970 гг. (упразднено) | Нагрудный знак «Лучший чабан Ставрополья» вручался Ставропольским краевым комитетом КПСС и исполкомом краевого Совета депутатов трудящихся в 1950—1970 гг. Нагрудным знаком награждались граждане СССР за достижение высоких показателей в краевом социалистическом соревновании работников овцеводства. В настоящее время нагрудный знак упразднён, награждения не производятся. | Информация о нагрудном знаке «Лучший чабан Ставрополья» −−− |